# Bryum serratum
Bryum serratum là một loài rêu trong họ Bryaceae. Loài này được Schrad. ex Brid. Brid. mô tả khoa học đầu tiên năm 1819.